# Brookesia micra
Brookesia micra је минијатурна врста камелеона са острвца Носи Хара у северном делу Мадагаскара. Од 14. фебруара 2012. године потврђено је да је ово нова врста, тако да је Brookesia micra најмања позната врста камелеона, а спада и у најмање рептиле на свету. Ова врста је толико мала да стаје на врх кажипрста или на главу шибице.

## Опис
Ова врста не прелази величину од 30 милиметара, док без репа величина ових камелеона износи до 16 mm. Врста има наранџаст реп. Тед Таусенд, професор који је вршио генетско тестирање којим је потврђено да је ово нова врста, сматра да је врста Brookesia micra вероватно еволуирала од неког малог претка. Иначе врста Brookesia micra је пример за острвску патуљастост, када врста услед скученог простора за живот током еволуције постаје све мања. Током дана углавном живе испод лишћа док су активни ноћу.

## Станиште
Врста живи на подручју од само неколико квадратних километара на оствцету Носи Хара које припада Мадагаскару.

## Откриће
Врсту Brookesia micra је открио и именовао тим истраживача који је предводио Франк Глав, са Државне зоолошке колекције Минхена